# Dasing
Dasing este o comună din districtul Aichach-Friedberg, landul Bavaria, Germania.